# Maja e Radohimës
Le Maja e Radohimës est un sommet du Nord de l'Albanie situé dans le massif du Prokletije, ce dernier constituant une partie des Alpes dinariques. Il culmine à 2 570 mètres d'altitude.
Ce sommet fut gravi pour la première fois le 26 août 1907 par le baron Franz Nopcsa von Felső-Szilvás, un aventurier et scientifique hongrois, qui partit réaliser son expédition accompagné de deux amis albanais.

## Géologie
La montagne est essentiellement composée de dolomie. Cette zone karstique abrite deux grandes dolines : la première, à l'ouest du Maja e Radohimës, est grande d’un kilomètre sur deux, et se situe au lieu-dit Livadhet e Bogë, à environ 1 800 mètres d'altitude ; la seconde, sur le flanc sud du Gropa e  Radohimës (un abîme local), à un peu moins de 2 000 mètres d'altitude, s’étend entre le sud-ouest et la ligne de crêtes sud. Entre cette dernière doline et la vallée de la Shalë s’élèvent des reliefs atteignant 2 313 mètres d’altitude.
Le Maja e Radohimës abrite de nombreuses grottes. Des spéléologues bulgares en ont découvert une dépassant 500 mètres de profondeur et dont l'entrée se trouve à 2 225 mètres d’altitude. Au pied de la montagne, jaillissent dans la vallée de Shalë de puissantes exsurgences karstiques.